# Соха, Александра
Александра Анна Соха (пол. Aleksandra Anna Socha, род. 30 марта 1982) — польская фехтовальщица-саблистка, чемпионка Европы, призёрка чемпионатов мира.

## Биография
Родилась в 1982 году в Пабьянице. В 2001 году стала обладательницей бронзовой медали чемпионата Европы. В 2003 году завоевала бронзовую медаль чемпионата мира. В 2004 году стала чемпионкой Европы, а на Олимпийских играх в Афинах заняла 11-е место в личном первенстве. В 2006 году стала серебряной призёркой чемпионата Европы. В 2008 году стала чемпионкой Европы, а также приняла участие в Олимпийских играх в Пекине, где заняла 18-е место в личном первенстве, и 6-е — в командном. В 2011 году стала серебряной призёркой чемпионата Европы. В 2012 году стала бронзовой призёркой чемпионата Европы, а на Олимпийских играх в Лондоне заняла 13-е место в личном первенстве. В 2013 году завоевала бронзовую медаль чемпионата Европы.